# As três sombras
As três sombras (francês: Les Trois Ombres), é uma das esculturas em bronze de Auguste Rodin datada em 1880 pelo pesquisador Georges Grapp. Encontra-se situada no mais alto da porta do inferno, pode-se-lhe destacar que as três sombras assinalam ao O pensador e se repetem as mesmas silhuetas nos corpos, não tendo um grande detalhe nos músculos, tendo posições antinaturales e deliberadamente incompletas. Mano-a direita das esculturas foi acrescentada a petição de Rodin em 1904 por Josef Mařatk., dando-lhe um eixo central a todo o conjunto de esculturas, para criar um monumental baseado na Divina Comédia de Dante.
A sombra provem do primeiro estudo de Adán, pode-se destacar a ausência de mano-a direita na cada uma das obras, interpreta-se como a impotencia dos condenados em frente ao Hado ou destino trágico. Neste conjunto escultórico Rodin materializa o que não tem corpo, conseguindo modelar o vazio.
Esta obra não estava originalmente na porta do inferno, sina depois Rodin decidiu as unir, mas não se sabe a data exacta na que Rodin decidiu as unir.
Ao não gravar o epígrafe de Dante ao entrar ao inferno, Rodin coloco em três sombras gestos e posturas enunciando, “Deixem, os que aqui entrais, toda a esperança”. Rodin coloca-lhes às três sombras movimentos violentos, mas sem ultrapassar nenhum contorno do corpo, o que Rodin quis destacar mas é o movimento e o balanço que têm os corpos.

## Galeria

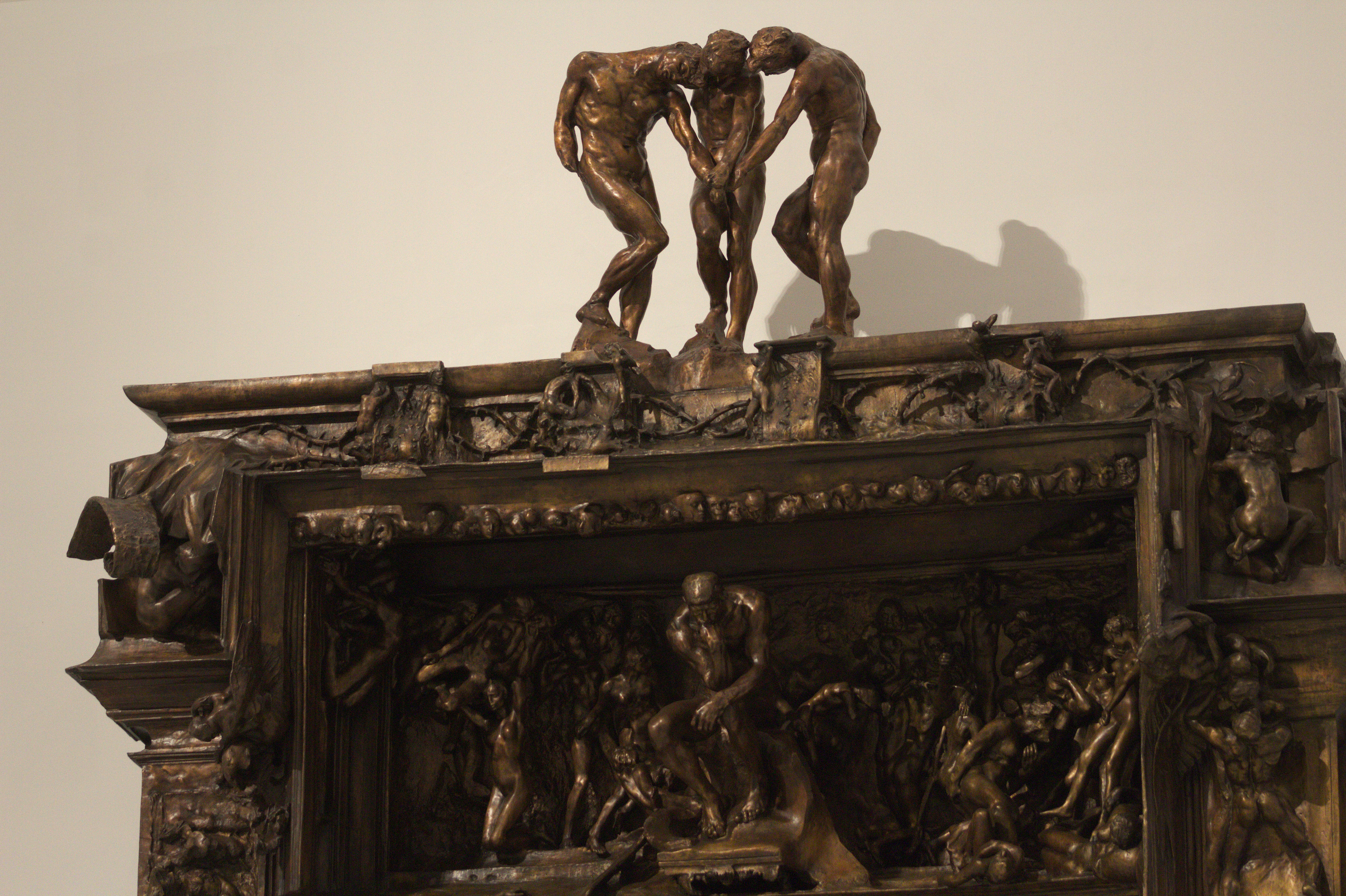
As três sombras Museu Soumaya
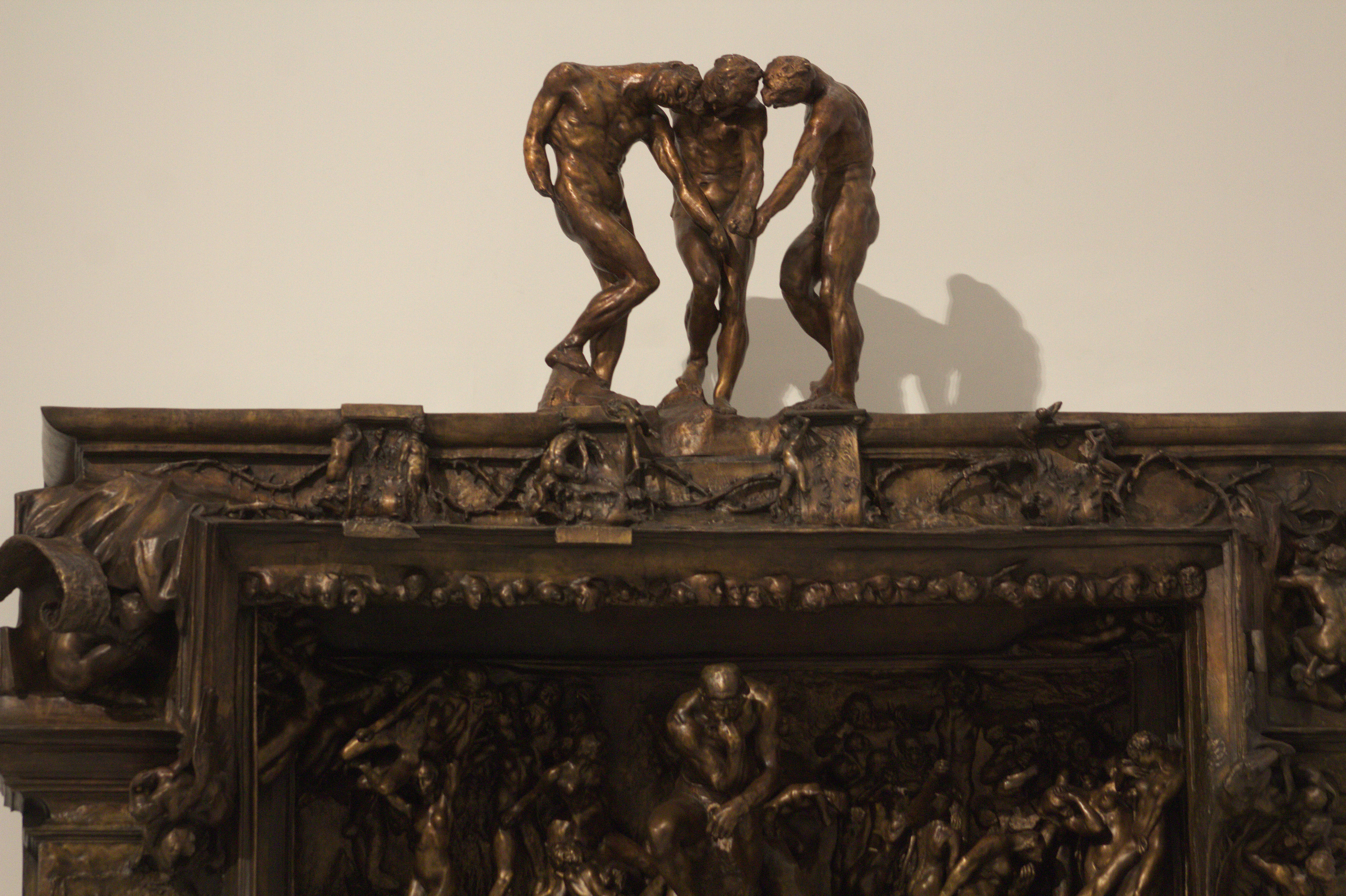
Foto das três sombras sobre a porta do inferno de Auguste Rodin no museu Soumaya
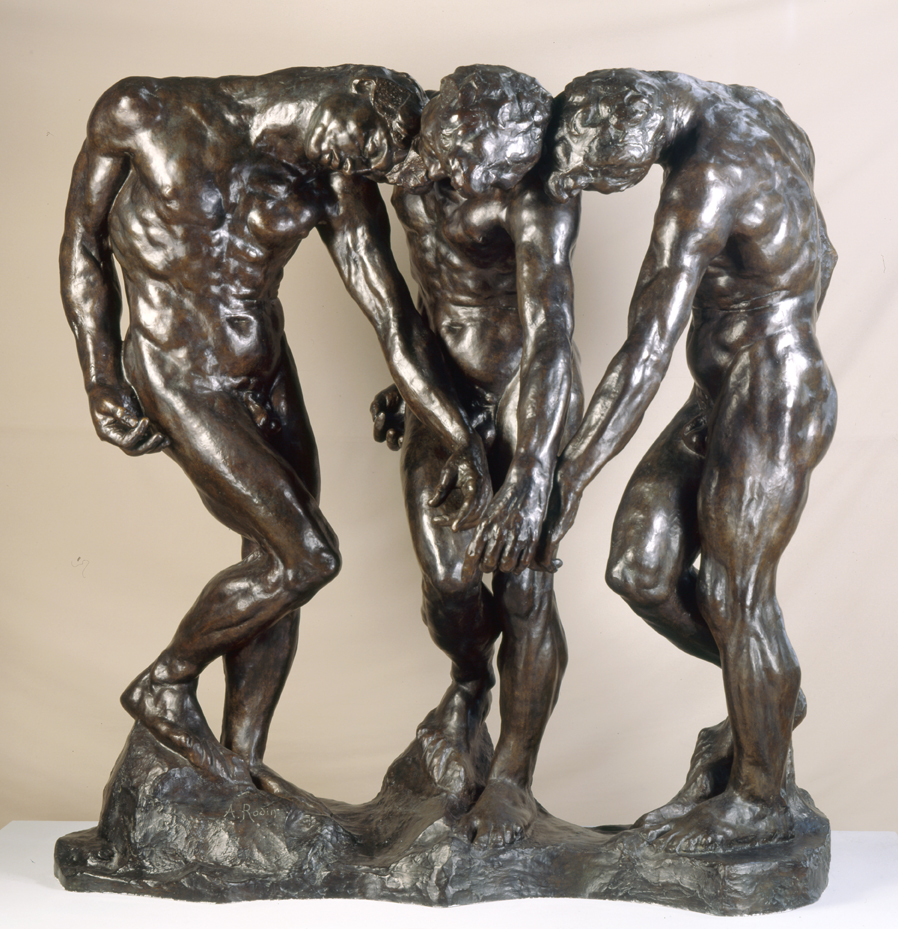
17 As três sombras